# CH-29
CH-29 — мисливець за підводними човнами Імперського флоту Японії, який взяв участь у Другій світовій війні.
CH-29 спорудили у 1942 році на верфі Harima Shipbuilding and Engineering. По завершенні корабель включили до 32-го дивізіону мисливців за підводними човнами.
За два місяці після спорудження корабель уже діяв у Меланезії, зокрема відомо, що він побував у новогвінейському Лае, а 1—3 липня 1942-го перейшов звідси до Рабаула (головна передова японська база в архіпелазі Бісмарка, з якої провадились операції на Соломонових островах та сході Нової Гвінеї).
20—21 липня 1942-го CH-29 разом з цілим рядом інших бойових кораблів (зокрема, 2 легкі крейсери та 3 есмінці) супроводжував транспорти, які висадили десант на північному узбережжі півострова Папуа в районі Буни (зазнавши у травні невдачі в морській операції з оволодіння Порт-Морсбі, японці вирішили досягнути цього пункту суходолом, перетнувши півострів Папуа).
Щонайменше з жовтня 1942-го корабель залучили до патрульно-ескортної служби між Рабаулом та якірною стоянкою Шортленд — прикритою групою невеликих островів Шортленд акваторією біля південного завершення острова Бугенвіль, де зазвичай відстоювались бойові кораблі та перевалювались вантажі для відправлення їх далі на схід Соломонових островів (на той час у регіоні вже два місяці точилась битва за Гудалканал). 16 грудня 1942-го CH-29 вийшов з Рабаулу для проведення на Шортленд двох транспортів, при цьому наступної доби один з них — «Бандунг-Мару» — був потоплений підводним човном. CH-29 здійснив безрезультатну контратаку глибинними бомбами, після чого провів порятунок вцілілих.
Патрульно-ескортна служба CH-29 у районі Рабаул — Шортленд тривала до початку червня 1943-го, при цьому корабель щонайменше один раз виходив на схід для супроводу транспорту до острова Коломбангара (центральні Соломонові острови, архіпелаг Нью Джорджія).
У середині червня 1943-го CH-29 опинився в Кавієнзі (друга за значенням японська база в архіпелазі Бісмарка на північному завершенні острова Нова Ірландія), а 25 червня прибув на атол Трук (центральні Каролінські острови), де ще до війни була створена головна японська база в Океанії. Відтепер його подальша служба була передусім пов'язана з Мікронезією.
З 4 липня по 11 серпня 1943-го CH-29 виходив до Східної Мікронезії, де побував на острові Науру, атолі Кваджелейн (тут була головна японська база на Маршаллових островах) та острові Вейк.
13—23 серпня 1943-го корабель здійснив рейс до Рабаулу та назад, супроводжуючи конвої № 1133 та № 2194.
9—14 вересня 1943-го CH-29 провів конвой до Палау (важливий транспортний хаб на заході Каролінських островів), а 16—21 вересня пройшов назад на Трук з конвоєм № 8161. У день повернення CH-29 також виходив з бази для допомоги танкеру «Ноторо», який був торпедований підводним човном та отримав пошкодження.
23 вересня — 6 жовтня 1943-го корабель здійснив рейс на Кваджелейн та назад, супроводжуючи конвої № 5231 та № 6011. Другу декаду жовтня CH-29 провів за протичовновим патрулюванням в районі Труку, а 23—25 жовтня ескортував до Понапе (східні Каролінські острова) конвой № 5233, кінцевим пунктом призначення якого був Кваджелейн. 26 жовтня CH-29 рушив з Труку з черговою ескортною місією, причому цього разу 31 жовтня сам прибув на Кваджелейн. 4—8 листопада мисливець пройшов назад на Трук, супроводивши разом з есмінцем навчальний крейсер «Касіма».
10—19 листопада 1943-го CH-29 здійснив ще один круговий рейс до Рабаула. На зворотному шляху він разом зі ще одним мисливцем супроводжували конвой № 2152, який втратив від нападу підводного човна одне судно, тоді як проведена CH-29 контратака глибинними бомбами виявилась безрезультатною. Останню декаду листопада CH-29 провів за ескортуванням суден в районі Труку, а з 1 по 10 грудня здійснив черговий круговий рейс до Рабаула, супроводивши конвої № 1013 та № 2063.
14—31 грудня 1943-го корабель здійснив рейс на Кваджелейн та назад у ескорті конвоїв № 5142 та № 6242.
2 січня 1944-го CH-29 вийшов з бази для допомоги переобладнаному легкому крейсеру «Кійосумі-Мару», який був поцілений одразу трьома торпедами з американської субмарини. Втім, 8 січня «Кійосумі-Мару» все-таки вдалось привести на буксирі на Трук.
11—21 січня 1944-го CH-29 супроводив з Труку до Йокосуки конвой № 4111, а 31 січня — 13 лютого пройшов зворотний шлях із конвоєм № 3131.
17 лютого 1944-го по базі на Труці завдало потужного удару американське авіаносне з'єднання. На другий день операції CH-29 був атакований та потоплений ворожими літаками.